# Tamás Beck
Tamás Beck (* 26. Februar 1929 in Budapest; † 20. August 2014 ebenda) war ein ungarischer Wirtschaftsmanager und Politiker der Ungarischen Sozialistischen Arbeiterpartei, der unter anderem zwischen 1988 und 1990 Handelsminister war.

## Leben
Beck arbeitete nach dem Schulbesuch zwischen 1948 und 1951 als Techniker bei Magyar Kender, Len és Jutagyárban, einem Betrieb zur Verarbeitung von Flachsfasern und Hanf. Daneben absolvierte er ein Maschinenbaustudium an der Technischen Universität Budapest sowie von 1950 bis 1951 an der Technischen Universität Prag, das er 1951 als Ingenieur abschloss.
Im Anschluss arbeitete Beck zunächst für ein Jahr als Lehrassistent und Dozent an der Technischen Universität Budapest, ehe er 1952 in das Ministerium für Leichtindustrie wechselte, wo er als Gruppenleiter und stellvertretender Leiter der Technischen Abteilung tätig war.
1963 wechselte er in die Industrie und war bis 1970 Chefingenieur beim Spinnerei- und Webereibetrieb Szegedi Kenderfonó és Szövőipari Vállalat sowie im Anschluss bis 1971 Technischer Direktor des Instituts für die Organisation der Leichtindustrie. Danach absolvierte er zwischen 1971 und 1973 im Rahmen eines staatlichen Stipendiums ein Studium an der Princeton University. Am 1. November 1973 erfolgte seine Ernennung zum Generaldirektor des Textilbetriebes Budaflax Lenfonó és Szövőipari Vállalat; er behielt diese Funktion bis 1988. Daneben unterrichtete er zwischen 1982 und 1988 auch als Honorarprofessor an der Technischen Universität Budapest.
Beck, der 1976 der Ungarischen Sozialistischen Arbeiterpartei MSZMP (Magyar Szocialista Munkáspárt) beigetreten war, wurde 1985 Mitglied des Ausschusses für Wirtschaftspolitik der Partei und am 23. Juni 1987 zum Mitglied des Zentralkomitees (ZK) der MSZMP gewählt.
Am 5. Oktober 1988 wurde Beck von Ministerpräsident Miklós Németh zum Handelsminister in dessen Kabinett berufen und bekleidete dieses Ministeramt bis zum Ende von Némeths Amtszeit am 23. Mai 1990.